# Death Race for Love
A Death Race for Love egy amerikai rapper Juice Wrld második, és élete utolsó stúdióalbuma is egyben. 2019. március 8-án lett kiadva a Grade A Productions and Interscope Records által. Ez az album két 2018-as projektjének, a Goodbye & Good Riddance-nek, és a Future-val közös Wrld on Drugs nevezetű mixtape-jének a folytatása. Az album borítóját, a Twisted Metal nevezetű játék ihlette. Az album vendégszereplői Brent Faiyaz, Clever és Young Thug.
Az albumon szerepel a Nick Mira által készített vezető, és egyben az album első kislemeze, a "Robbery", amelyet február 13-án adták ki, valamint a Purps által készített "Hear Me Calling", amelyet 2019. március 1-én adták ki. Az album jó értékelést kapott a kritikusok részéről, és az első helyen debütált az amerikai Billboard 200-on, 165 000 eladással. Az Amerikai Hanglemezgyártók Szövetsége (RIAA) által hitelesített arany lett, bár igazából már elérte az 1 000 000 eladási számot, így már platinum lemez, de még nem kapta meg hivatalosan.

## Promóció
2019. február 7-én a Juice Wrld bejelentette az albumot Twitteren, írva: "Elveszítem az eszemet, és minden percben szeretlek ... Pontosan az album kiadásának ideje ... MÁRCIUS 8." Február 20-án Juice kijelentette, hogy az észak-amerikai koncert turnéján főszerepet játszik az album támogatása céljából, Ski Mask the the Slump God amerikai rapper. 2019. március 4-én nyilvánosságra hozta az album hivatalos listáját. Juice Wrld fellépett a Jimmy Fallon által vezetett "The Tonight Show"-ban, 2019. április 8-án a "Hear Me Calling" című dalával.

## Kislemezek
Az album első kislemeze, a Nick Mira által készített "Robbery", melyet 2019. február 13-án adtak ki, és 27-ként debütált a Billboard Hot 100-on. Az album második és egyben utolsó kislemeze a Purps által készített "Hear Me Calling", mely 2019. március 1-jén lett kiadva. A Hot 100-on 38-ként debütált.

## Kereskedelmi teljesítmény
Az album első helyen debütált a Billboard 200-on, 165 000 album letöltéssel, és 43 000 album eladással az első héten. Második héten még mindig első helyezett volt további 74 000 letöltéssel. Harmadik héten lecsúszott a harmadik helyre, további 44 000 letöltéssel. A negyedik hétre további két hellyel csúszott lejjebb, így már az ötödik volt a Billboard 200-on, de további 44 000 letöltéssel gazdagodott. 2019 májusában az album elérte az 500 000-es határt, 515 000 letöltéssel és 53 000 eladással. 2019. június 20-án az RIAA az albumot hivatalosan is arany lemezzé nyilvánította.

## Az album dalai
| Sorszám   | Cím                                       | Szerző(k)                                                                | Producer(ek)                       | Időtartam | Megtekintések (Youtube-on) 2020. júliusa |
| --------- | ----------------------------------------- | ------------------------------------------------------------------------ | ---------------------------------- | --------- | ---------------------------------------- |
| 1.        | "Empty"                                   | Jarad Higgins, Nicholas Mira                                             | Nick Mira                          | 4:08      | 43 268 000                               |
| 2.        | "Maze"                                    | Higgins, Matthew Samuels                                                 | Boi-1da                            | 2:24      | 14 459 000                               |
| 3.        | "HeMotions"                               | Higgins, Chauncey Hollis                                                 | Hit-Boy                            | 3:07      | 5 293 000                                |
| 4.        | "Demonz (Interlude)" (feat. Brent Faiyaz) | Higgins, Christopher Wood, Fabbien Nahounou, Atupele Ndisale, Paris Kirk | Paperboy Fabe, Brent Faiyaz        | 1:35      | 2 264 000                                |
| 5.        | "Fast"                                    | Louis Bell, Higgins, Andrew Wotman, Adam Feeney, Carl Rosen              | Bell, Andrew Watt, Frank Dukes     | 3:25      | 46 650 000 (videoklip)                   |
| 6.        | "Hear Me Calling"                         | Higgins, George Dickinson, Nathanial Caserta                             | Purps                              | 3:32      | 39 182 000 (videoklip)                   |
| 7.        | "Big"                                     | Higgins, Hollis                                                          | Hit-Boy                            | 3:44      | 2 674 000                                |
| 8.        | "Robbery"                                 | Higgins, Mira                                                            | Mira                               | 4:00      | 206 650 000 (videoklip)                  |
| 9.        | "Flaws and Sins"                          | Higgins, Mira                                                            | Mira                               | 3:38      | 15 057 000                               |
| 10.       | "Feeling"                                 | Higgins, Mira                                                            | Mira                               | 3:21      | 15 389 000                               |
| 11.       | "Syphilis"                                | Higgins, Daveon Jackson, Ronald LaTour                                   | Cardo, Yung Exclusive              | 2:12      | 2 992 000                                |
| 12.       | "Who Shot Cupid?"                         | Higgins, Dickinson, Caserta                                              | Purps                              | 3:34      | 7 915 000                                |
| 13.       | "Ring Ring" (featuring Clever)            | Higgins, Joshua Huie, Tarik Johnston                                     | Rvssian                            | 2:52      | 8 293 000                                |
| 14.       | "Desire"                                  | Higgins, Dickinson, Caserta                                              | Purps                              | 3:10      | 3 306 000                                |
| 15.       | "Out My Way"                              | Higgins, Hollis                                                          | Hit-Boy                            | 2:37      | 5 219 000                                |
| 16.       | "The Bees Knees"                          | Higgins, Hollis, Ernest Wilson                                           | Hit-Boy, No I.D., G. Ry            | 5:26      | 5 593 000                                |
| 17.       | "On God" (featuring Young Thug)           | Higgins, Jeffery Williams, Dwan Avery, Masamune Kudo                     | DY KrazyRex Kudo                   | 4:10      | 3 285 000                                |
| 18.       | "10 Feet"                                 | Arin Ray, Camden Bench, Higgins                                          | Ray, Bench                         | 3:32      | 10 014 000                               |
| 19.       | "Won't Let Go"                            | Higgins, Dickinson, Caserta, Michael Montoya                             | Purps                              | 3:20      | 2 647 000                                |
| 20.       | "She's the One"                           | Higgins, Hollis                                                          | Hit-Boy                            | 3:09      | 1 616 000                                |
| 21.       | "Rider"                                   | Higgins, Brandon Mandolf                                                 | Power                              | 3:12      | 2 796 000                                |
| 22.       | "Make Believe"                            | Tommy Brown, Higgins, Samuels                                            | Boi-1da, Jahaan Sweet, Brown, Tone | 2:22      | 7 685 000                                |
| Összesen: |                                           |                                                                          |                                    | 72:04     | 452 247 000                              |